# هاري سميث (لاعب كرة قدم)
هاري سميث (بالإنجليزية: Harry Smith)‏ (10 أكتوبر 1932 بولفرهامبتن في المملكة المتحدة - ) هو لاعب كرة قدم بريطاني في مركز الظهير. لعب مع نادي بريستول سيتي ونادي توركي يونايتد.